# Bambamarca
Bambamarca es una ciudad peruana, capital del distrito homónimo y de la provincia de Hualgáyoc, ubicada en el departamento de Cajamarca. Según el censo de 2007, tenía 23.978 hab.
Su economía se centra en la agricultura y la ganadería. Además, la ciudad se ha convertido en el principal centro de acopio de los diferentes productos producidos en la región, ya que se encuentra en medio de los ejes viales de la provincia, sin embargo, la red vial nacional que  la une con Cajamarca se encuentra en mal estado, lo que dificulta el tránsito de pasajeros y de carga.

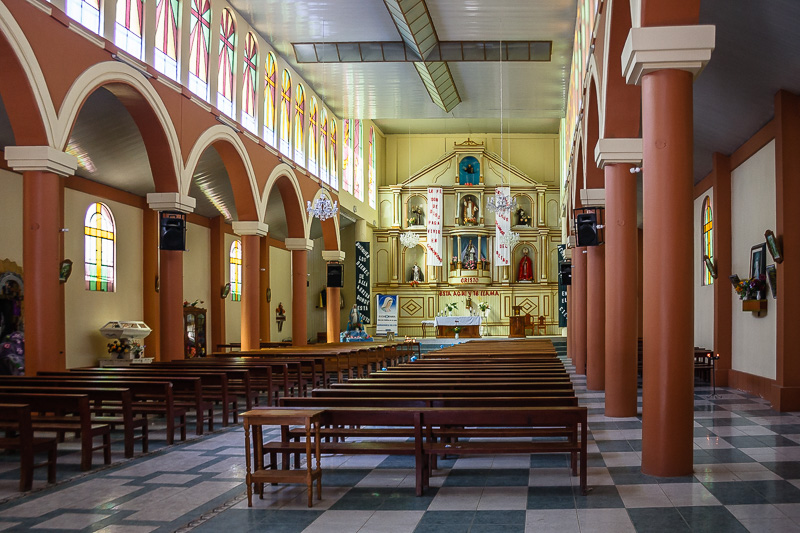
Interior de la iglesia de San Carlos.

## Clima
| Parámetros climáticos promedio de Bambamarca | Parámetros climáticos promedio de Bambamarca | Parámetros climáticos promedio de Bambamarca | Parámetros climáticos promedio de Bambamarca | Parámetros climáticos promedio de Bambamarca | Parámetros climáticos promedio de Bambamarca | Parámetros climáticos promedio de Bambamarca | Parámetros climáticos promedio de Bambamarca | Parámetros climáticos promedio de Bambamarca | Parámetros climáticos promedio de Bambamarca | Parámetros climáticos promedio de Bambamarca | Parámetros climáticos promedio de Bambamarca | Parámetros climáticos promedio de Bambamarca | Parámetros climáticos promedio de Bambamarca |
| Mes                                          | Ene.                                         | Feb.                                         | Mar.                                         | Abr.                                         | May.                                         | Jun.                                         | Jul.                                         | Ago.                                         | Sep.                                         | Oct.                                         | Nov.                                         | Dic.                                         | Anual                                        |
| -------------------------------------------- | -------------------------------------------- | -------------------------------------------- | -------------------------------------------- | -------------------------------------------- | -------------------------------------------- | -------------------------------------------- | -------------------------------------------- | -------------------------------------------- | -------------------------------------------- | -------------------------------------------- | -------------------------------------------- | -------------------------------------------- | -------------------------------------------- |
| Temp. máx. media (°C)                        | 17.2                                         | 16.7                                         | 16.7                                         | 16.9                                         | 16.6                                         | 16.2                                         | 16                                           | 17.1                                         | 17.6                                         | 18.7                                         | 18.8                                         | 17.1                                         | 17.1                                         |
| Temp. media (°C)                             | 15.3                                         | 14.7                                         | 14.7                                         | 14.7                                         | 14.2                                         | 13.4                                         | 13.2                                         | 13.5                                         | 14.1                                         | 14.8                                         | 14.6                                         | 14.6                                         | 14.3                                         |
| Temp. mín. media (°C)                        | 9                                            | 8.4                                          | 8.5                                          | 8.4                                          | 6.8                                          | 5.3                                          | 5.3                                          | 5.8                                          | 6.8                                          | 8                                            | 7.4                                          | 7.5                                          | 7.3                                          |
| Fuente: climate-data.org                     |                                              |                                              |                                              |                                              |                                              |                                              |                                              |                                              |                                              |                                              |                                              |                                              |                                              |